# Апостол Марко-Јован
Апостол Марко звани Јован је био један од седамдесет Христових апостола. Апостол Лука га спомиње у Делима апостолским (Дап 12, 25; 15,37-39). 
Био је Епископ града Библоса у Феникији.
Православна црква га прославља 27. септембра по јулијанском календару.